# J'aime la vie
"J'aime la vie" ("Amo a vida") foi a canção vencedora do Festival Eurovisão da Canção 1986, que representou a Bélgica nesse evento, foi interpretada em francês pela adolescente (apenas 13 anos) Sandra Kim. No ano anterior, em Festival Eurovisão da Canção 1985 tinha terminado em último lugar, com Linda Lepomme. Foi a primeira e até 2008 a única vitória da Bélgica naquele festival. A canção, que representou a Bélgica no Festival Eurovisão da Canção 1986, foi 1º lugar.

## Interpretação
A canção tinha letra de Rosario Marino, música de Jean Paul Furnémont e Angelo Crisci e a orquestração esteve a cargo de Jo Carlier. 
Em Bergen, a canção foi a 13.ª a ser interpretada, a seguir à canção irlandesa "You Can Count on Me", interpretada pela banda Luv Bug e antes da canção alemã "Über Die Brücke Geh'n", interpretada por Ingrid Peters. Apesar de ter sido a número 13, isso não deu azar à jovem cantora que arrebatou o primeiro lugar para o seu país, com um total de de 176 pontos, tendo obtido pontos de todos os júris nacionais.
A canção transmite pensamentos positivos, com o prazer que a cantora tem de viver a vida. No vídeo promocional da canção, Kim surge fazendo coisas que ela adora fazer no dia-a-dia, como sair fora com os amigos, ouvir walkman, comer gelado/sorvete,
dançar, etc. 
Na letra, Kim descreve-se como tendo 15 anos, se bem que se tenha descoberto mais tarde que ela apenas tinha 13 anos. Ela permanece como a mais jovem vencedora do Festival Eurovisão da Canção e irá permanecer, desde que em 1988 foi introduzida a regra de que apenas podem atuar pessoas com mais de 16 anos de idade. De acordo com o historiador John Kennedy O'Connor no seu livro The Eurovision Song Contest - The Official History, a Suíça que ficou em segundo lugar alegou que a canção vencedora deveria ser desqualificada depois de saber a idade de Kim, mas isso foi ignorado pela Eurovisão. 